# Bernardino Molinari
Bernardino Molinari (Roma, 11 aprile 1880 – 25 dicembre 1952) è stato un direttore d'orchestra italiano.

## Biografia

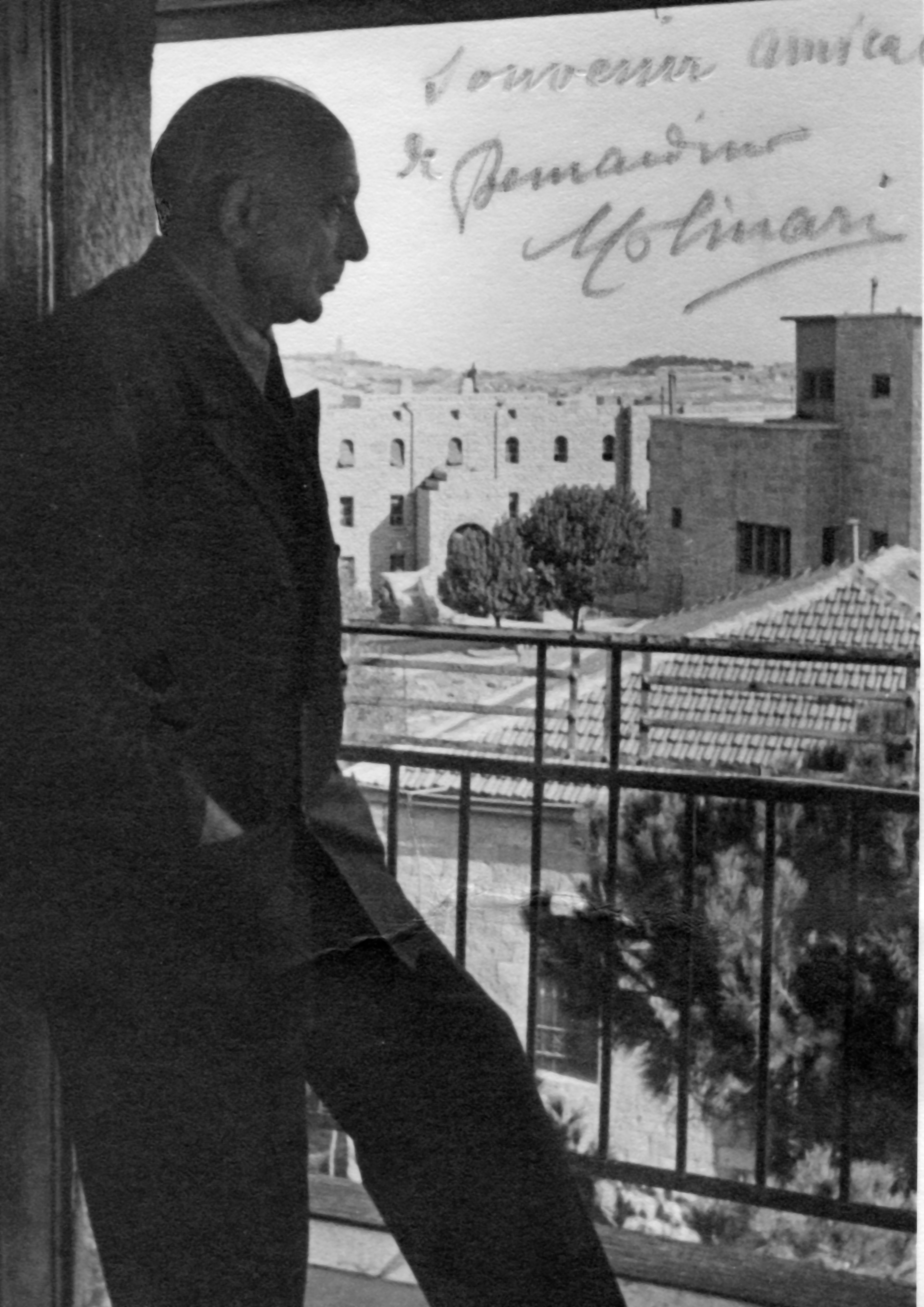
Molinari in Jerusalem, 1945

All'Accademia di Santa Cecilia di Roma, Molinari si appassionò e condivise lo studio con Stanislao Falchi e con Remigio Renzi (RR, 1858-1938, organista, compositore e maestro, al tempo allievo di Gaetano Capocci).
Nel 1912 venne nominato direttore artistico dell'Orchestra dell'Augusteo a Roma, successivamente rinominata Orchestra dell'Accademia nazionale di Santa Cecilia, carica che mantenne fino alla fine della seconda guerra mondiale. Poiché questa era allora, come ora, la posizione di leader di una orchestra sinfonica in Italia, suscitò l'invidia di molti rivali.
Dopo la liberazione di Roma del 4 giugno 1944, Molinari venne duramente contestato dal pubblico, in particolare in due concerti del 9 e del 12 luglio, per la sua adesione al regime fascista, tanto che dovette abbandonare l'Orchestra di Santa Cecilia. In seguito, a Roma poté solamente dirigere l'Orchestra del Teatro dell'Opera. 
Molinari diresse, come direttore ospite, le orchestre più importanti in Europa ed in America, sempre come direttore di musica sinfonica. A differenza di molti direttori italiani, raramente diresse l'opera lirica.
Il compositore Robert Starer racconta di una sua esperienza musicale che ebbe come giovane arpista nell'Orchestra Palestina negli quaranta:
(Robert Starer)

## Prime esecuzioni
- Ottorino Respighi: I pini di Roma, Augusteo, Roma, 4 dicembre 1924
- Il 15 dicembre 1947 Molinari diresse la prima di Exodus di Josef Tal alla guida della Philharmonic Orchestra di Tel-Aviv.

## Registrazioni
- Antonio Vivaldi: Le quattro stagioni, 1942

## Onorificenze
Cavaliere dell'Ordine della Corona d'Italia dell'Ordine della Corona d'Italia
Ufficiale dell'Ordine della Corona d'Italia
Commendatore dell'Ordine della Corona d'Italia
Grand'ufficiale dell'Ordine della Corona d'Italia
Commendatore dell'Ordine dei Santi Maurizio e Lazzaro
Ordine dell'aquila tedesca
Cavaliere della Legion d'onore
Ufficiale della Legion d'onore
Medaglia d'oro ai benemeriti della scuola della cultura e dell'arte
Sovrano militare nobiliare ospedaliero ordine dei cavalieri del tempio, Milite templare